# 24 hores al límit
24 hores al límit (títol original en francès: Michel Vaillant) és una pel·lícula francesa dirigida per Louis-Pascal Couvelaire, estrenada l'any 2003. És una adaptació lliure dels dibuixos del mateix nom de Jean Graton i Philippe Graton. Ha estat doblada al català.

## Argument
Des de fa 25 anys, l'escuderia Vaillant forma part dels equips de competició automoció més prestigioses, guanyant les carreres més cèlebres. Per mitjà de Michel Vaillant i dels seus coequipiers, els Vaillant són sempre al podi.
Però, a la vetlla de les 24 Hores del Mans, l'escuderia dels Leaders, gran rival dels Vaillants, surt a la superfície i participa en la carrera després de cinc anys d'absència.
El retorn dels Leaders farà dubtar els Vaillant?

## Repartiment
- Sagamore Stévenin: Michel Vaillant
- Peter Youngblood Hills: Steve Warson
- Jean-Pierre Cassel: Henri Vaillant
- Diane Kruger: Julie Wood
- Béatrice Agenin: Élisabeth Vaillant
- Lisa Barbuscia: Ruth Wong
- Philippe Bas: Jean-Pierre Vaillant
- Stefano Cassetti: Giulio Cavallo
- Agathe de la Boulaye: Gabrièle Spangenberg
- Philippe Lellouche: José
- François Levantal: Bob Cramer
- Stéphane Metzger: Dan Hawkins
- Scott Thrun: David Dougherty
- Gary Cowan: Payntor
- Lise Couvelaire: Natasha
- Jeanne Mauran: Odessa
- Peter Hudson: Un anglès
- Patrice Valota: el director de carrera del Mans
- Gérard Chaillou: President A.C.O.
- Estelle Caumartin: Laura Vaillant
- Thierry Perkins Lyautey: el periodista « auto » Mathieu
- Jimmy Herman: el cap indi
- Nadja David: Sandra Svanson
- Hélène Reeves: la dona del president
- Alexandra Tiedemann: Agnès Vaillant
- Sébastien Maltas: l'agent de seguretat
- Sébastien Thiéry: un periodista

## Al voltant de la pel·lícula
- Rodatge: Circuit de Le Mans i circuit del Mas du Clos prop Aubusson a Creuse.
- Dos cotxes de competició van ser contractats per l'equip Dams a les 24 Hores de Le Mans per a l'edició 2002 especialment per al film. Es tracta d'un Lola B98/10 pels Vaillant i un Panoz LMP01 Roadster S pels Leader. El cotxe utilitzat per fer el circuit de nit és un Pagani Zonda S.
- El speaker oficial de les 24 hores del Mans, Bruno Vandestick, hi fa el seu propi paper com a "veu de Le Mans".